# Scalmicauda macrosema
Scalmicauda macrosema är en fjärilsart som beskrevs av Sergius G. Kiriakoff 1959. Scalmicauda macrosema ingår i släktet Scalmicauda och familjen tandspinnare. Inga underarter finns listade.